# Segelfluggelände Weper

i7
i11
i13
Das Segelfluggelände Weper liegt im Stadtteil Fredelsloh der Stadt Moringen im Landkreis Northeim in Niedersachsen, etwa 2,5 km südlich von Fredelsloh.

## Flugbetrieb
Das Segelfluggelände ist mit einer 450 m langen und 30 m breiten Start- und Landebahn aus Gras (Richtung 17/35) ausgestattet. Aufgrund des Gefälles des Geländes in Richtung Süden finden Starts nur in Richtung 17 und Landungen nur in Richtung 35 statt. Das Segelfluggelände besitzt eine Betriebszulassung für Segelflugzeuge, Motorsegler, Luftsportgeräte, ausgenommen Sprungfallschirme, und Flugzeuge bis zu 2000 kg höchstzulässiger Flugmasse, soweit diese zum Schleppen von Segelflugzeugen, Motorseglern oder Luftsportgeräten und für hiermit im ursächlichen Zusammenhang stehende Flüge eingesetzt werden. Als Startarten sind Flugzeugschleppstart und Windenstart zugelassen. Die Länge der Seilauslegebahn beträgt 825 m. Das Segelfluggelände dient der Nutzung durch die Flugwissenschaftliche Fachgruppe Göttingen e. V. Andere Flüge bedürfen der vorherigen Genehmigung des Betreibers (PPR). Der Halter und Betreiber des Segelfluggeländes ist die Flugwissenschaftliche Fachgruppe Göttingen e. V.

## Geschichte
Die Flugwissenschaftliche Fachgruppe Göttingen e. V. ist aus der Fliegergruppe an der AVA Göttingen (FLAVAG) hervorgegangen, die 1931 gegründet wurde. Auf Druck des nationalsozialistischen Regimes wurde die FLAVAG 1935 in Flugtechnische Fachgruppe an der Universität Göttingen (FFG Göttingen) umbenannt. Im Jahr 1952 erfolgte die Neugründung der FFG unter dem Namen Flugwissenschaftliche Fachgruppe Göttingen e. V. Sie übernahm im Herbst 1974 das Segelfluggelände Weper von der Weper-Fluggemeinschaft e. V.